# Ivan Riley
Ivan Harris Riley (ur. 31 grudnia 1900 w Newton w stanie Kansas, zm. 28 października 1943 w Kansas City) – amerykański lekkoatleta (płotkarz), medalista olimpijski z 1924.
Zdobył brązowy medal w biegu na 400 metrów przez płotki na igrzyskach olimpijskich w 1924 w Paryżu. Ukończył bieg na 4. pozycji, ale drugi na mecie Charles Brookins z USA został zdyskwalifikowany za przekroczenie toru.
Był mistrzem Stanów Zjednoczonych (AAU) na 440 jardów przez płotki w 1923 oraz na 120 jardów przez płotki w 1924, a także akademickim mistrzem USA (NCAA) na 120 metrów przez płotki w 1923.
W 1924 ustanowił rekord życiowy w biegu przez płotki na dystansie 400 m wynikiem 52,1 s.
Po zakończeniu kariery pracował jako architekt. Zmarł na nowotwór mózgu.